# Partit Acció del Poble de Singapur
El Partit d'Acció Popular o PAP (en anglès: People's Action Party; en xinès: 人民行动党 Rénmín Xíngdòngdǎng; en malai: Parti Tindakan Rakyat; en tamil: மக்கள் செயல் கட்சி) és un partit polític que actua a Singapur i Malàisia minoritàriament. Generalment se situa en l'espectre de la centredreta política. Des de la seva victòria en les eleccions generals de 1959, el PAP ha dominat completament la vida política del país. Encara que les eleccions a Singapur són netes, la llarga influència del PAP al govern i el seu control sobre els mitjans de comunicació, sumat a diverses restriccions a les llibertats civils, han portat al fet que habitualment es descrigui a Singapur com un "estat de partit únic de facto" i al seu sistema de govern com a "antidemocràtic".
Fundat inicialment com un partit marxista tradicional, la facció d'esquerra va ser expulsada del partit el 1961 per Lee Kuan Yew, el seu líder, enmig de la fusió de Singapur amb Malàisia, per tractar de moure el partit cap al centre. No obstant això, a partir de la dècada de 1960 el partit va començar a moure's ràpidament cap a la dreta. Aquests van adoptar la bandera de l'antiga BUF o Unió Britànica de Feixistes, un partit polític dels anys 30 de la Ultradreta d'ideologia nazi. Oswald Mosley, el president del partit, va conèixer a Lee Kuan Yew durant la seva estada estudiantil a Gran Bretanya.